# Château d'Ardelay
 (août 2012).
Le château d'Ardelay, situé sur l'ancienne commune d'Ardelay, fusionnée aujourd'hui avec la commune des Herbiers en Vendée, est le dernier vestige existant d'un ensemble plus vaste de fortifications datant du Moyen Âge.

## Historique
Vers le Xe siècle, sur le même site fut construit un château en bois, élevé sur une motte castrale entourée d'une palissade de bois et d'un fossé. Il dut être remplacé par un château de pierre, avec une deuxième enceinte englobant le château, les servitudes, l'église et le cimetière.
Les premiers seigneurs connus sont de la famille de Pareds, puis de Chantemerle.
Guillaume de Naillac a pour fille Jeanne de Naillac, dame de La Motte-Jolivet, qui apporta en mariage les terres de la Chastaigneraye et d'Ardelay à Jean de Brosse, seigneur de Boussac et de Sainte Severe. Elle fut mère de : 
- Marguerite de Brosse qui épousa Germain de Vivonne, seigneur d'Anville et de S. Martin-du-Plain. Elle fut mère de : 
  - André de Vivonne, seigneur de la Chastaigneraye, de la Motte-Sainte-Heraye, d'Esnande, d'Anville et d'Ardelay, conseiller et chambellan du Roi, sénéchal de Poitou en 148p. servit sous Louis XI. puis sous Charles VIII. qui le fit lieutenant gênerai de son armée en Bretagne. II se trouva à la prise de Naples ; servit ensuite sous Louis XII. enfin sous François Ier. qui le fit chambellan du Dauphin, et il fut choisi pour être l'un des gouverneurs de François dauphin. II mourut avant fa femme à Anville le 31. juillet 1532. âgé de 80. ans, et est enterré à la Chastaigneraye. Jean du Bouchet écrivit sur la mort une lettre en vers à Guy de Bordeilles, religieux de S. François ; elle se trouve dans ses ouvrages.

Femme, Louise de Daillon, fille de Jean de Daillon, seigneur du Lude, et de Marie de Laval sa seconde femme. Elle fut mère de :
- André de Vivonne, baron de la Chastaigneraye, et n'eut point d'enfants de Louise de Beaumont-Bressuire sa femme ;
- Charles de Vivonne, accompagna le seigneur de Lautrec au voyage de Naples," et y mourut en 1J27. sans avoir été marié ;
- Charles de Vivonne, baron de la Chastaigneraye, qui fuit en III ;
- François de Vivonne, seigneur d'Ardelay, mérita la faveur du roi Henry II. en présence duquel il combattit publiquement avec Guy Chabot, fils du seigneur de Jarnac le 10 juillet 1547. et mourut dans ce combat marié avec Philippe de Beaupoil, fille de François de Beaupoil de Castel-Nouvel ; et de Philippe de Pellegruë. Après la mort de François de Vivonne elle se remaria à François de Caumont, seigneur d'Aymé. De son premier mari elle eut, Diane de Vivonne, dame d'Ardelay, laquelle fut mariée à Nicolas de Gremonville; seigneur de Larchant,chevalier des ordres du Roi, et capitaine de ses gardes, duquel elle n'eut point d'enfans, et mourut le 8 mars 1592 ;
- Jeanne de Vivonne morte en avril 1583, mariée à Claude de Clermont, seigneur de Dampierre. Après la mort de son mari le roi Henry III. la choisit pour être dame d'honneur de la reine Louise ;
- Anne de Vivonne, mariée à François de Bordeilles alias de Bourdeilles, vicomte de Bordeilles, seigneur de la Tour-Blanche.

III Charles de Vivonne, baron de la Chastaigneraye, 
Femme, Isabeau Chabot, fille de Robert Chabot, baron d'Aspremont et de Clervaux, chevalier de Tordre du Roy, et d'Antoinette d'illiers. Elle se remaria à Jacques Turpin Crissé. Son fils fut
Charles de Vivonne II. du nom, baron de la Chastaigneraye, seigneur d'Anville, d'Ardelay, de la Beraudiere, etc. chevalier des ordres du Roy, son coníeiller en tous ses conseils, capitaine de cinquante hommes d'armes des ordonnances, sénéchal de Xaintonge et chambellan du duc d'Alençon, rendit de grands services au roy Charles IX. pendant les guerres civiles, s'enferma dans la ville d'Angoulême dont il soutint le siège, et continua sa fidélité au roy Henry III. qui le créa chevalier de l'ordre du Saint-Esprit en iy86.11 donna quittance en quarté de chevalier, seigneur de la Chastaigneraye, capitaine de cinquante hommes d'armes des ordonnances du Roy, de 22 livres en 80. écus fol à y 2. f piece, et le reste en testons et douzains pour son état de capitaine durant un mois et demi du quartier d'octobre précédent : elle est datée du camp de Troyes le 4. février 1568. et signée, Chartes de Vivonne; son sceau en placard, hermine avec un chef 
Femme, Renée de Vivonne sa parente, veuve de Ponthus de St-Gelais, fille et héritière de Jean seigneur d'Oulmes, et de Jeanne Ratault.
- Claude de Vivonne, né en 1558. mort en bas âge ;
- Jean de Vivonne, tué à la bataille d'Yvry ;
- Fabio de Vivonne, tué en Portugal en i J82. où il avait suivi Philippes Strozzi ; chef de Tannée navale que la reine Catherine y envoyait ;
- Louis de Vivonne, seigneur de la Chastaigneraye, mort en 1612. sans postérité à 'Eleenore Chabot, comtesse de Cofnac, fille de Leonor chabot, chevalier, seigneur de Jarnac, et de Marie de Rochechoiiart. Elle se remaria à N. d'Harcourt ;
- Charles de Vivonne, III. du nom, baron de la Chastaigneraye, chevalier des ordres du Roy en 1620. gouverneur de la ville et du chasteau de Parthenay en Poitou, mort sans enfants ;
- André de Vivonne, seigneur de la Beraudiere, qui suit en VI ;
- Heliette de Vivonne, mariée le 10 juillet ij8o. à Louis de Montberon, seigneur de Fontaines-Chalandray, et morte le 30 août 1625 ;
- Marie de Vivonne, mariée à Gilles de Châtillon, baron d'Argenton ;
- Isabelle de Vivonne, abbesse ;
- Elisabeth X Charles de Maillé ;
- Suzanne, religieuse à l'abbaye de Jouärre.

VI André de Vivonne, seigneur de la Beraudiere, Grand Fauconnier de France*" a donné lieu à cette généalogie. Voyez son article a-devant p. 762. Femme, MARIE-ANTOINETTE de Lomenie, fille d'Antoine de Lomenie, seigneur de la Ville-aux-Clercs, secrétaire d'État, ET à 'Anne Aubourg-Porcheux.
- Marie de Vivonne, morte jeune ;
- Andrée de Vivonne, dame de la Chastaigneraye, d'Anviile, etc. héritière de son oncle, épousa François VI. du nom, duc de la Rochefoucaud, (1613 † 1680) pair de France, chevalier des ordres du Roy qui devint seigneur d'Ardelay jusque vers 1635 où la châtellenie est acquise par la famille de Couhé. Très lié à madame de la Fayette, auteur de la Princesse de Clèves, ce François de la Rochefoucauld participa activement à la Fronde et aux intrigues contre le cardinal Richelieu, est surtout connu comme l’écrivain moraliste auteur des célèbres Maximes publiées en 1665.

En 1687, Ardelay est vendu à Henri François des Herbiers de L'Estenduère (1682 - Angers † 1750 - Rochefort), dit « l'Amiral des Herbiers » ou « l'Amiral de l'Etenduère », seigneur de l'Etenduère, officier de marine de la Royale, commandant en chef de la marine de guerre à Rochefort, et reste dans cette famille jusqu’en 1767 pour passer, après le décès d’Antoine Augustin des Herbiers à son gendre (marié, en troisièmes noces, le 22 septembre 1761, avec Anne Marie Armande des Herbiers de Létenduère), Jacques d'Escoubleau, comte de Sourdis (13 juillet 1715 † 22 octobre 1790).
En 1854, la dernière représentante d'Escoubleau, Zénobie Reine d'Escoubleau (15 mars 1788 † 27 janvier 1848) religieuse trappistine, meurt et laisse comme héritiers ses petits-neveux Jousbert, barons du Landreau.
La dernière Jousbert du Landreau, Antoinette, épouse de Jean Michel Laurent Émile (29 septembre 1855 - Brens † 31 mars 1928 - Neuilly-sur-Seine) comte de Bermond d'Auriac, « néglige totalement le château et finit par le vendre avec la ferme attenante. Le nouveau propriétaire n’y apporte pas plus de soins ».
Le château fait l’objet d’une inscription au titre des monuments historiques depuis le 26 décembre 1927.
En ruines et envahi de ronces, le château a été acquis par la commune des Herbiers le 16 avril 1984.
De 1985 à 1988, sous la direction de M. Boissière, architecte des bâtiments de France, un important programme de travaux (4 778 290 francs) a été entrepris, permettant la réhabilitation du château.
Le financement a été le suivant :
- État : 604 494,61 F ;
- région des Pays de la Loire : 329 467,23 F ;
- département de la Vendée : 637 097,13 F ;
- commune des Herbiers : 3 206 231,03 F ;
- avec la participation du Club archéologique du Puy-du-Fou et l'Association des Amis du Donjon.

La réception définitive des travaux a été prononcée le 4 novembre 1988. L'inauguration s'est déroulée le 3 décembre suivant sous la présidence de Christian Tracou, préfet de la Vendée, en présence de Philippe de Villiers, président du conseil général de la Vendée, de Philippe Mestre, Vice-président du conseil régional des Pays de la Loire, de Anselme Briand, maire de Herbiers, et de son conseil municipal, ainsi que de nombreuses autres personnalités.
Ardelay fait dorénavant office de salle d'expositions.
Depuis mars 2010, une nouvelle installation lumineuse éclaire l'extérieur du château. L'initiative de cette mise en lumière, venue d'une société privée en 2006, fut accueillie favorablement par la mairie des Herbiers, mais avec l'exigence de disposer d'un éclairage économe en énergie. Les 22 projecteurs à L.E.D. et 29 projecteurs basse consommation installés, d'une puissance totale de 2,5 kw, consomment quotidiennement l'équivalent d'une machine à laver, soit moins d'un euro par jour.

## Architecture
Sis en bordure d'une voie ancienne, Le grand Chemin du Bocage, ce petit château de poche, dernier vestige d'un ensemble plus vaste, arbore avec orgueil la masse imposante de son donjon majestueux.
Élevé sur une motte féodale primitive, le château d'Ardelay, avec son donjon carré du XVe siècle, ses douves, son pont-levis restauré à l'ancienne et sa chambre de tir présente un bel exemple d'architecture de la fin du Moyen Âge.
La petite cour intérieure est fermée par un corps de logis datant de la Renaissance et des communs réalisés au XVIIIe siècle.
L'ensemble a gardé son caractère austère de fortification militaire.
On peut admirer de grandes cheminées qui ornent chaque pièce.

## Galerie de photos

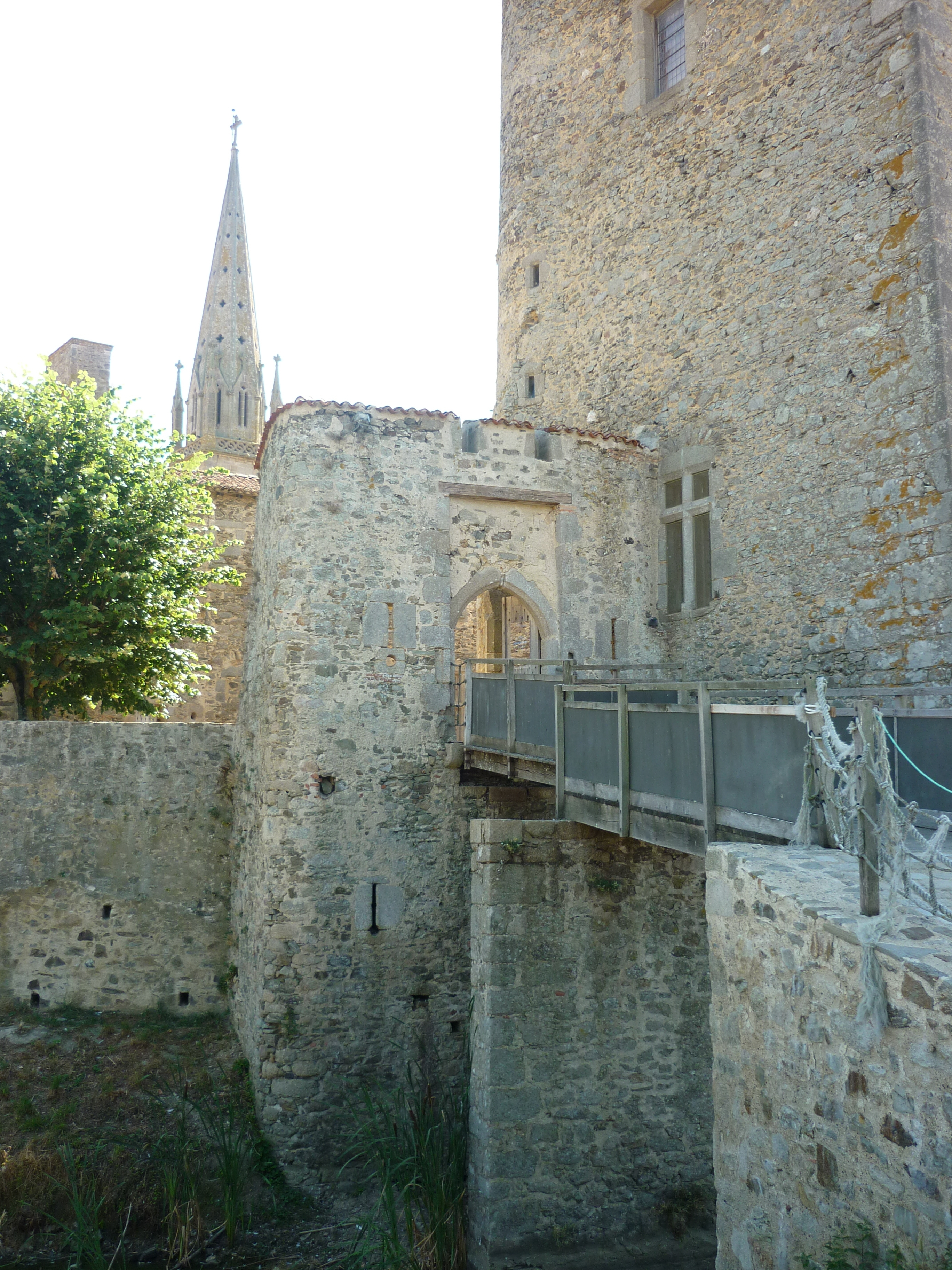
Le pont-levis restauré et, en arrière-plan, l'église paroissiale Saint-Sauveur d'Ardelay
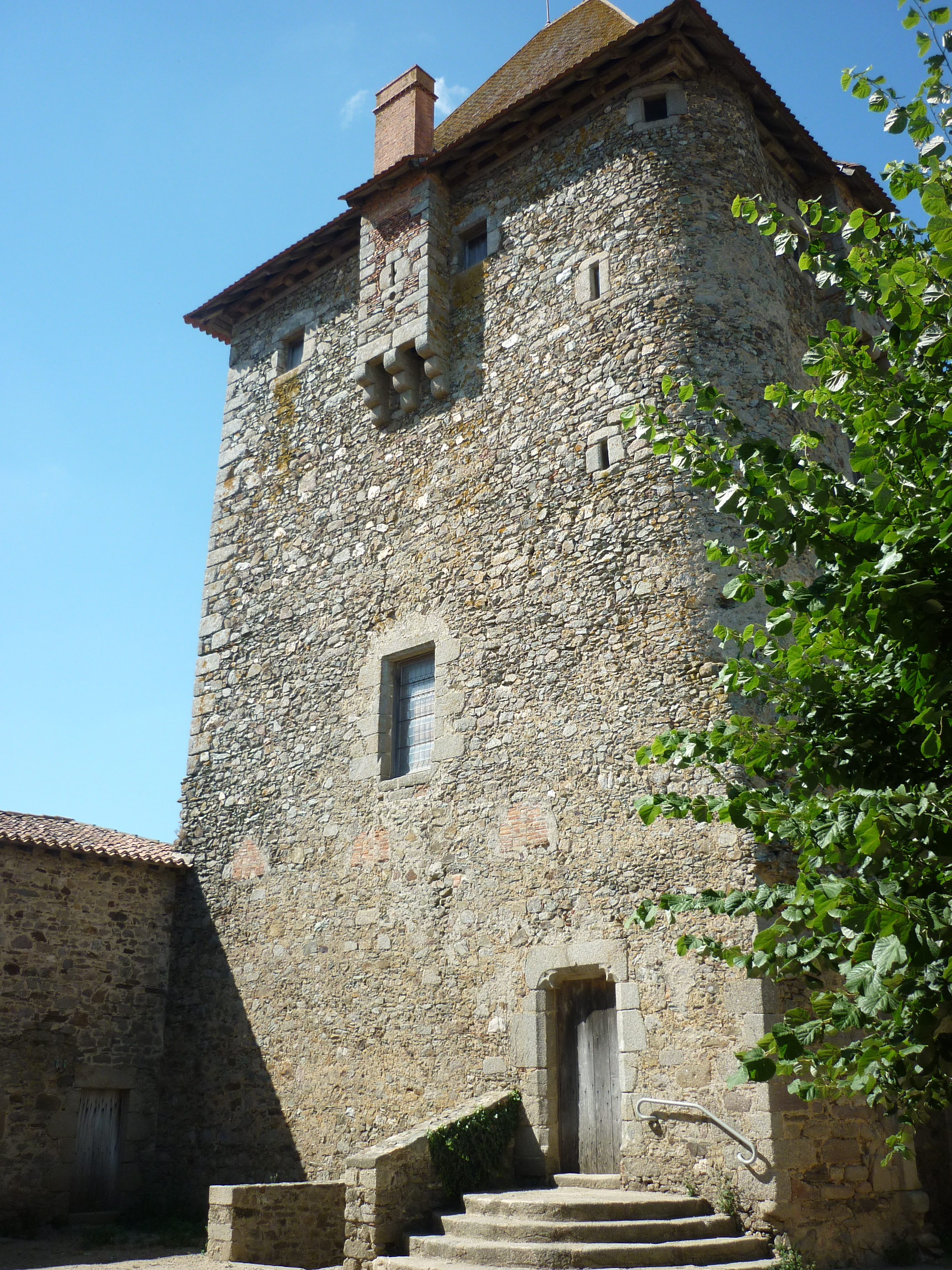
Le donjon vu depuis la cour intérieure
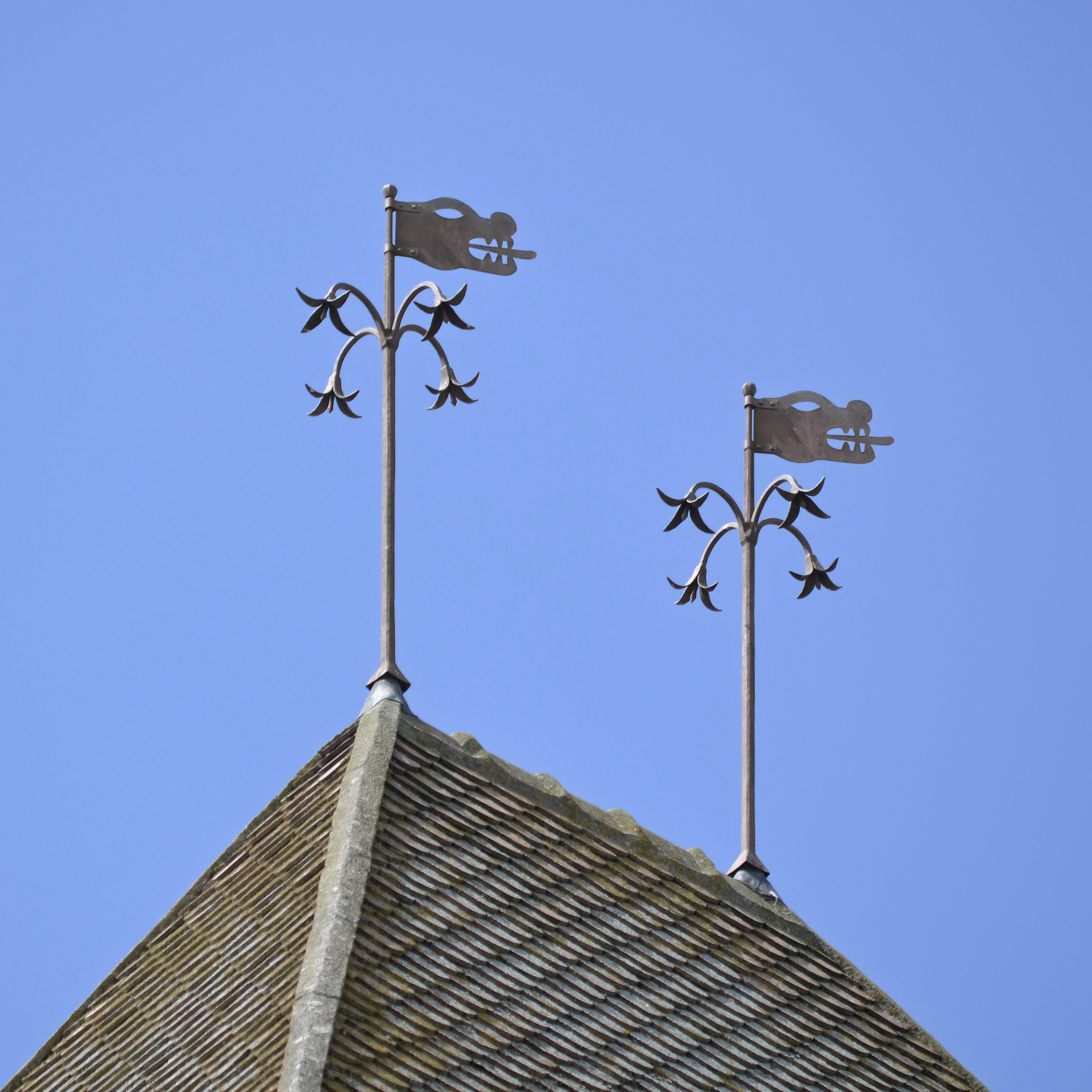
Les girouettes sur le donjon
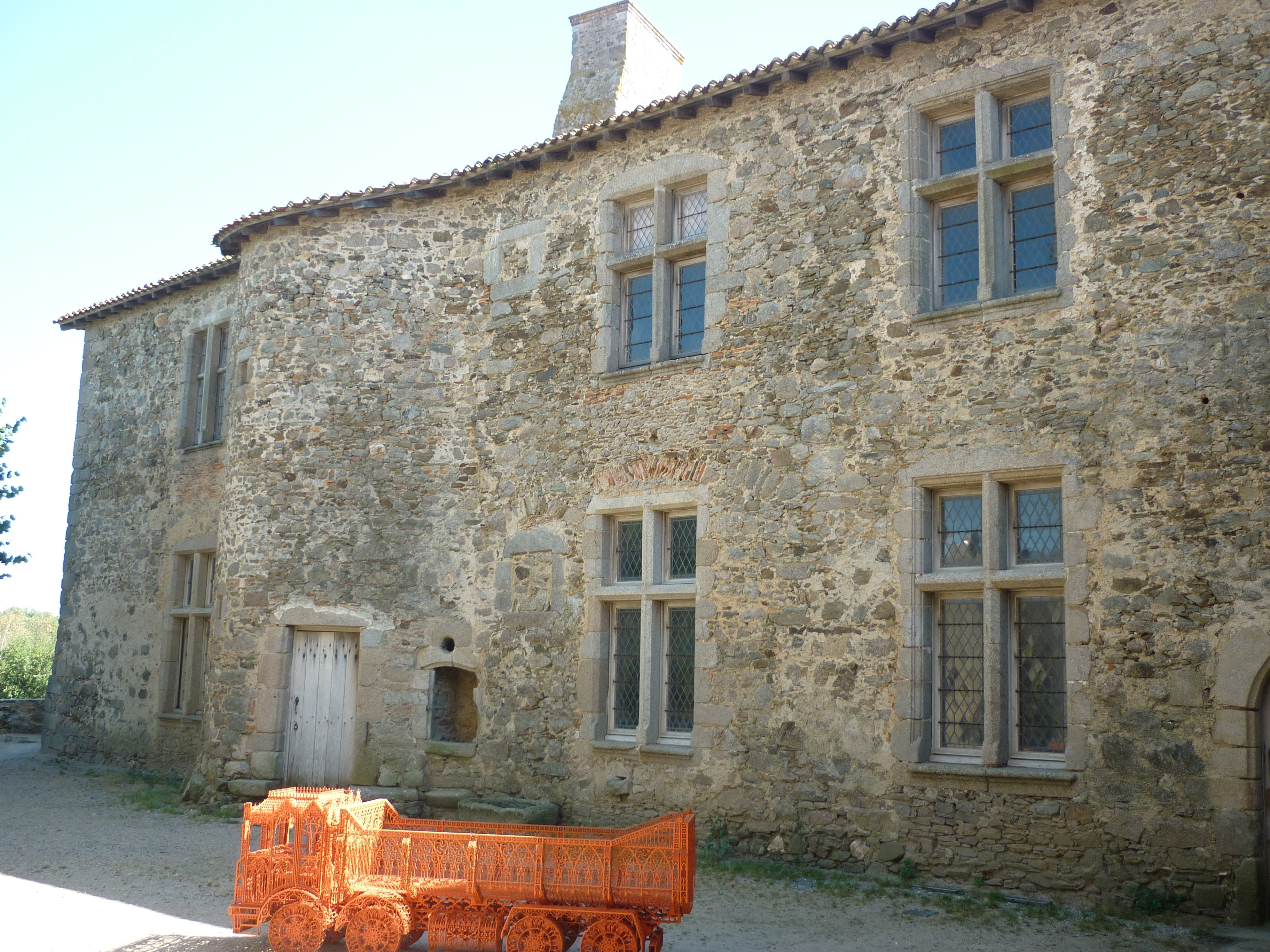
Le corps de logis Renaissance
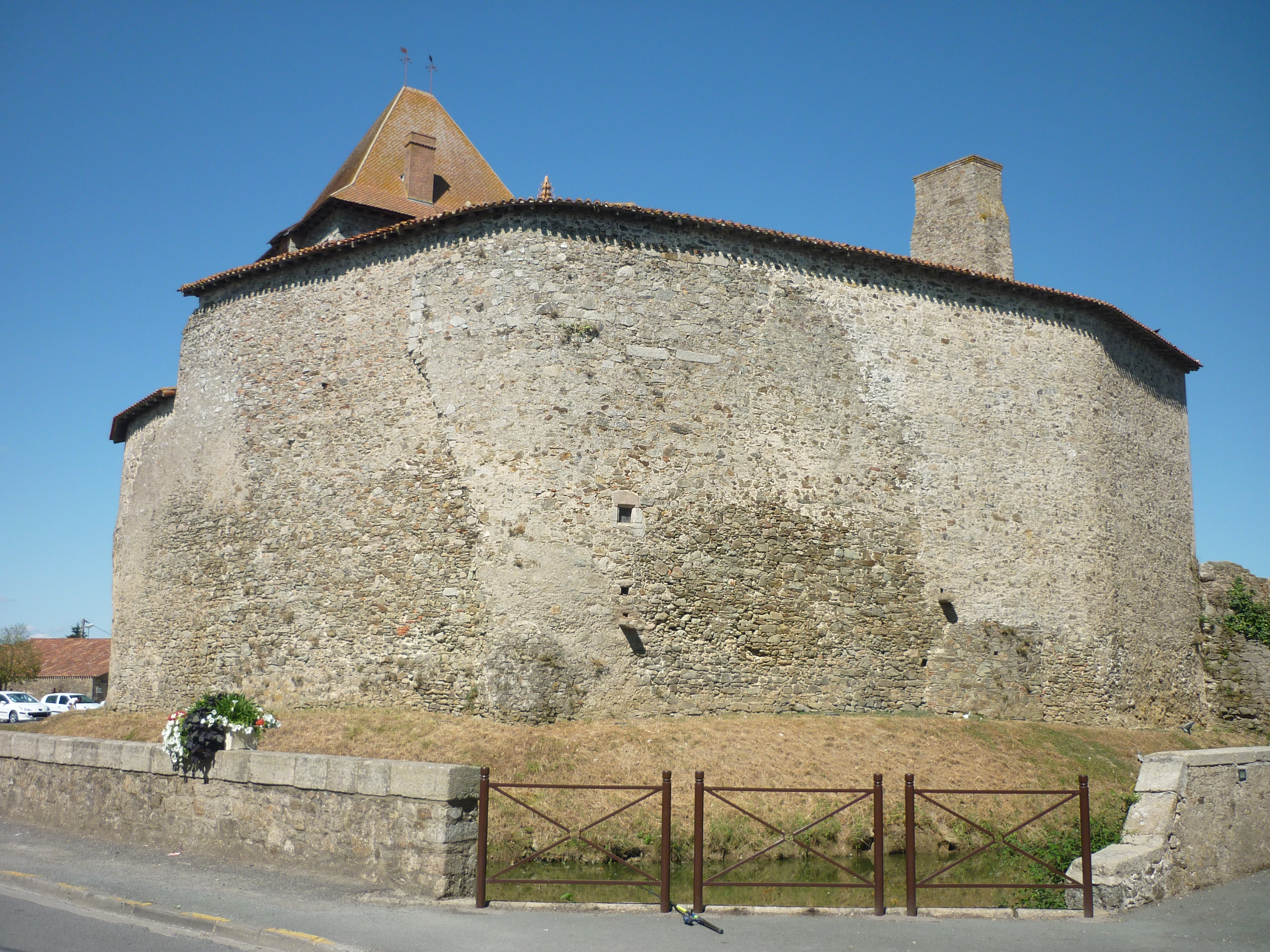
Vue d'ensemble arrière